# Sinistre total

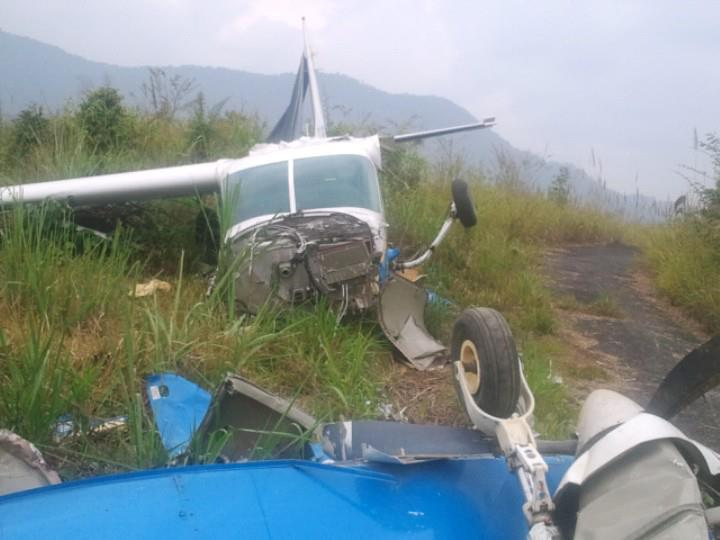
Avioneta declarada sinistre total com a resultat d'un accident

Un sinistre total o pèrdua total és un sinistre que causa danys de tal magnitud que la reparació de l'objecte assegurat deixa de ser inviable per motius tècnics o econòmics. En el primer cas, és tècnicament impossible restaurar les condicions originals d'ús, estètica i seguretat de l'objecte, mentre que en el segon cas és tècnicament possible, però només a un cost que superi el valor de reposició de l'objecte, per la qual cosa surt més a compte reemplaçar-lo per un altre de les mateixes característiques que reparar-lo.